# HEC Lausanne
A Faculdade de Altos Estudos Comerciais de Lausanne (em francês: Faculté des hautes études commerciales de l'Université de Lausanne ou HEC Lausanne) é uma escola de comércio e de economia suíça que faz parte da Universidade de Lausanne. Ela propõe diferentes formações integradas ao sistema de Bolonha: dois bacharelados em ciências, seis mestrados em ciências e alguns programas executivos e doutorados.

## Historia da faculdade

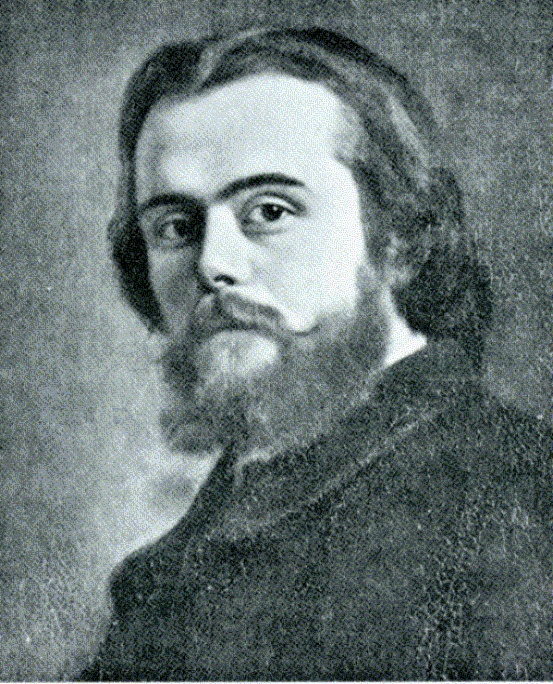
Léon Walras

Em 1890, a Academia de Lausanne recebeu o título de universidade e, no seio da faculdade de direito começaram os ensinamentos de economia política. Essa época foi marcada pelo seu fundador Léon Walras (1834-1910) e autor da teoria do equilíbrio geral, e também por Vilfredo Pareto (1848-1923), célebre autor da teoria do optimum.
A Escola de Altos Estudos Comercias foi fundada em 15 de abril de 1911 pour Léon Morf e Georges Paillard, no seio da faculdade de direito. Nessa ano de 1911 a escola abriu suas portas para 12 alunos. Seu primeiro diretor foi Léon Morf, professor de técnica comercial, de contabilidade pública e de matemática financeira, seguido de Georges Paillard.
Durante anos, alguns professores como Henri Rieben,  fundador do primeiro departamento  de integração europeana ao mundo e François Schaller, presidente do Conselho do Banque Nationale Suisse de 1986 à 1989, perpetuaram o nome da faculdade.

## Painel de formações
A Faculdade propõe diferentes formações nas áreas de gestão e economia.
- Bachelors (Bachelors of Science)
- Masters específicos (Masters of Science and Masters of Law)
- Programas de doutorados (PhD)
- Executive MBA
- Formações específicas em pós-graduação (Executive Education)

## As particularidades da HEC Lausanne
- dezena de associações ativas e muitos eventos;
- uma rede de mais de 10 000 endereços;
- muitos professores de renome mundial;
- formação de qualidade do nível de bacharelado, mestrado et pós-graduação com excelente reputação;
- mestrado em ciências unica et em ciências actuarielles.

## Vida de estudante

### As associações de estudantes
As associações presentes a HEC Lausanne representam um verdadeiro apoio a comunidade estudantil. Estas associações acompanham os estudiantes durante todo o período de estudo e lhes propõem  diversas atividades, que permitem aos estudantes acesso aos meios econômicos durante a vida acadêmica. As associações são as seguintes :
- Comité dos Estudantes HEC
- Financa Club
- Investment Society HEC Lausanne
- HEC Espaço Empresa
- HEConomist
- Innovation Time
- Junior Empresa HEC
- SDE Semaine de l'entreprenariat
- START Lausanne
- Oikos Lausanne
- Uthink
- Wine Society
- AIESEC
- PhDnet

## Alumni

### Personalidades que frequentaram a faculdade HEC
Antigos estudantes ds HEC Lausanne:
- Etienne Jornod, Président de la NZZ
- Jacques de Watteville, Président de la BCV
- André Borschberg, Pilote professionnel, co-fondateur et CEO de Solar Impulse
- Claude Béglé, CEO & Executive Chairman de Symbioswiss
- Jean-Claude Biver, Président de la Division Montres du groupe LVMH
- Thomas Wiesel, humoriste

## Reitores
- 2015-2018 : Jean-Philippe Bonardi
- 2012-2015 : Thomas von Ungern-Sternberg
- 2009-2012 : Daniel Oyon
- 2006-2009 : Suzanne de Treville
- 2004-2006 : François Grize
- 2002-2004 : Alexander Bergmann
- 1990-2000 : Olivier Blanc
- 1986-1990 : Francis Léonard
- 1977-1986 : Charles Iffland
- 1961-1977 : Robert Grosjean
- 1936-1961 : Jules Chuard
- 1928-1936 : Adolphe Blaser
- 1925-1928 : Georges Paillard
- 1911-1925 : Léon Morf